# Gare de Sainte-Anastasie-sur-Issole
La gare de Sainte-Anastasie-sur-Issole est une gare ferroviaire française de la ligne de Carnoules à Gardanne, située sur le territoire de la commune de Sainte-Anastasie-sur-Issole, dans le département du Var, en région Provence-Alpes-Côte d'Azur.
Elle est mise en service en 1880 par la Compagnie des chemins de fer de Paris à Lyon et à la Méditerranée (PLM) et fermée au trafic voyageurs en 1939 par la Société nationale des chemins de fer français (SNCF). Depuis 2001 c'est la gare intermédiaire du Train touristique du centre-Var (TTCV).

## Situation ferroviaire
Établie à 274 m d'altitude, la gare de Sainte-Anastasie-sur-Issole est située au point kilométrique (PK) 9,297 de la ligne de Carnoules à Gardanne, entre les gares de Besse (fermée) et de Forcalquieret - Garéoult (fermée). L'exploitation touristique la situe entre les gares ou haltes exploitées de Carnoules-les-Platanes et de Brignoles.

## Histoire
La Compagnie des chemins de fer de Paris à Lyon et à la Méditerranée (PLM) met en service la station de Sainte-Anastasie lors de l'ouverture de la section de Carnoules à Trets le 29 novembre 1880.
La Société nationale des chemins de fer français (SNCF) ferme le trafic voyageurs de la ligne et de la gare le 18 avril 1939.
Le bâtiment voyageurs de la gare a été vendu par la SNCF, elle appartient désormais à la commune de Sainte-Anastasie-sur-Issole qui, après rénovation complète dans le style PLM, en a confié l'exploitation au Train touristique du centre-Var. L'association assure depuis l'été 2001 une desserte touristique entre Carnoules-les-Platanes et Brignoles via la gare de Sainte-Anastasie.

## Service des voyageurs
Gare située sur une ligne fermée au trafic régulier des voyageurs.

## Service train touristique

### Accueil
Gare du Train touristique du centre-Var, elle est équipée pour l'accueil des passagers lors des arrêts du train. Elle dispose notamment d'une buvette et d'un point de vente des produits du terroir.

### Desserte ferroviaire

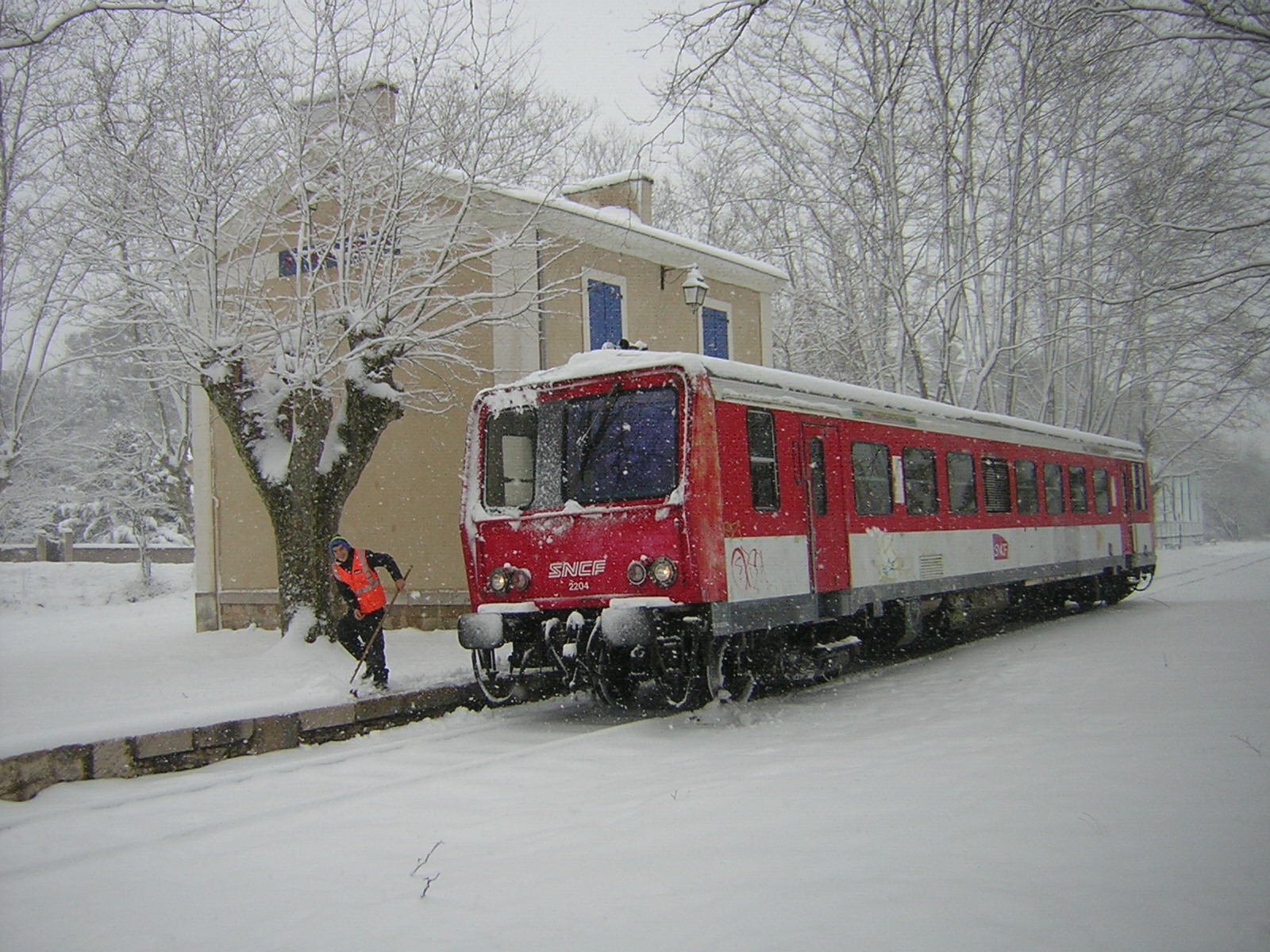
X2204 du Train touristique du centre-Var

Le Train touristique du centre-Var assure des circulations régulières les dimanches et mercredis de juillet à septembre, de Carnoules-les-Platanes à la gare de Brignoles, via la gare de Sainte-Anastasie.